# De Wolden
| Gemeentegrenzen Wijkgrenzen Buurtgrenzen Autosnelweg Secundaire weg Spoorweg |  |  | ██ Geselecteerde gemeente ██ Bebouwd gebied ██ Bos of park ██ Binnenwater, rivier of kanaal |

De Wolden en omgeving

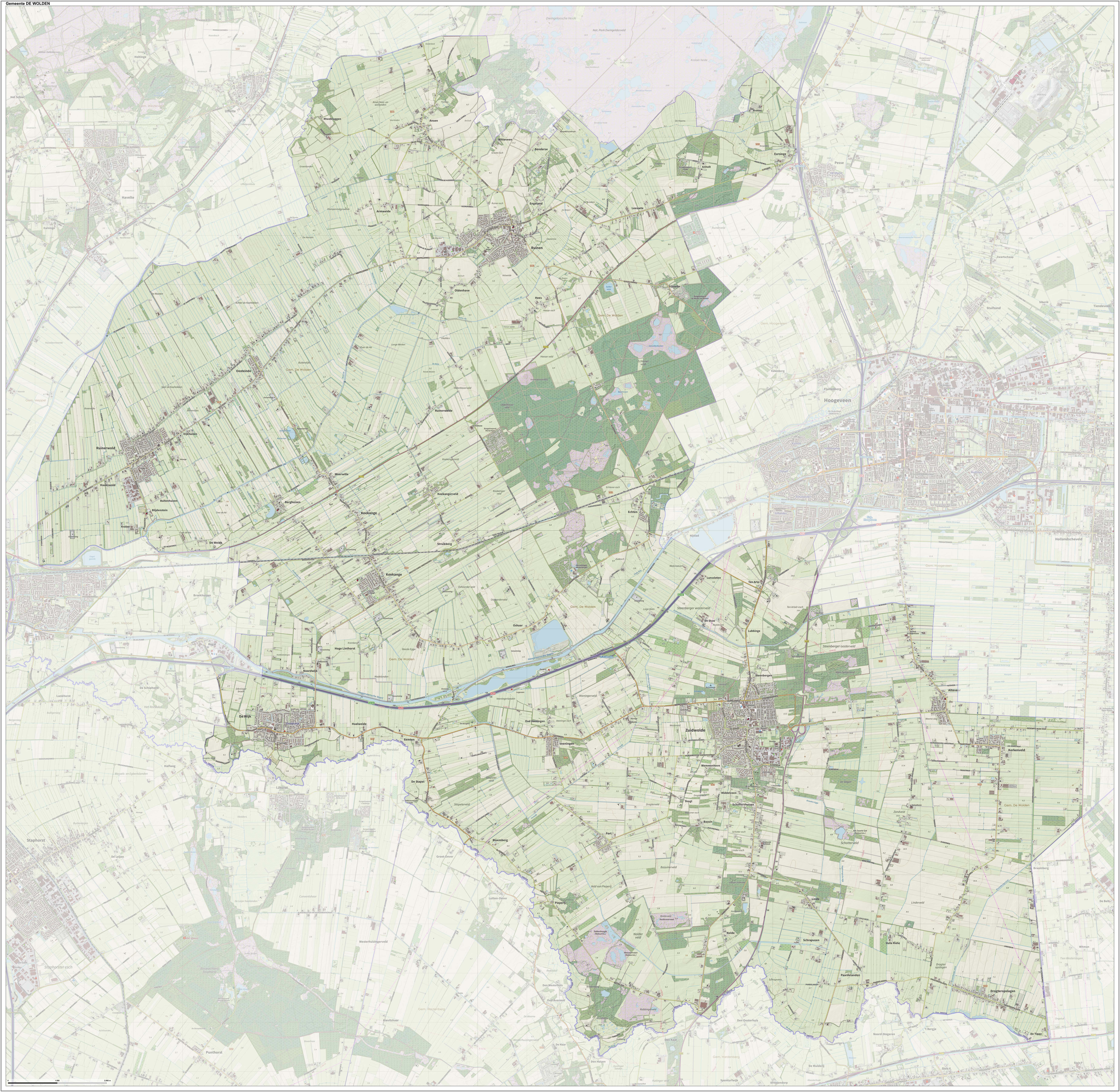
Topografische gemeentekaart van De Wolden, oktober 2016

De Wolden (uitspraakⓘ) is een gemeente in het zuidwesten van de provincie Drenthe in Nederland. De gemeente telt 24.582 inwoners (1 januari 2024, bron: CBS). De totale oppervlakte is 227 km² (waarvan 0,60 km² water). De gemeente is op 1 januari 1998 gevormd uit de gemeenten Zuidwolde, Ruinerwold, De Wijk en het grootste deel van Ruinen.

## Plaatsen
De gemeente De Wolden telt 13 officiële kernen, drie overige kernen en 48 buurtschappen die binnen de dorpsgrenzen van de 15 dorpen liggen. Het gemeentehuis staat in Zuidwolde.

### Kernen

#### Officiële kernen
| Woonplaats (BAG) | Inwoners 2023 |
| ---------------- | ------------- |
| Alteveer         | 820           |
| Ansen            | 350           |
| de Wijk          | 2.985         |
| Drogteropslagen  | 305           |
| Echten           | 375           |
| Eursinge         | 60            |
| Kerkenveld       | 925           |
| Koekange         | 2.575         |
| Linde            | 830           |
| Ruinen           | 3.695         |
| Ruinerwold       | 3.975         |
| Veeningen        | 935           |
| Zuidwolde        | 6.830         |

#### Overige kernen
- Berghuizen
- Koekangerveld
- Oosteinde

### Buurtschappen
| Buurtschappen | Buurtschappen           | Buurtschappen  | Buurtschappen   | Buurtschappen            |
| ------------- | ----------------------- | -------------- | --------------- | ------------------------ |
| Anholt        | De Stuw                 | Haakswold      | Nolde           | Schrapveen               |
| Armweide      | De Tippe (gedeeltelijk) | Haalweide      | Oldenhave       | Steenbergen              |
| Bazuin        | Dickninge               | Hees           | Oosterwijk      | Struikberg               |
| Benderse      | Dijkhuizen              | Hoge Linthorst | Oshaar          | Ten Arlo                 |
| Blijdenstein  | Drogt                   | Kraloo         | Oud Veeningen   | Vuile Riete              |
| Bloemberg     | Dunningen               | Kraloo         | Paardelanden    | Weerwille                |
| Braamberg     | Eemten                  | Leeuwte        | Pieperij        | Wemmenhove               |
| Buitenhuizen  | Engeland                | Lubbinge       | Rheebruggen     | Witteveen (gedeeltelijk) |
| Bultinge      | Fort                    | Lunssloten     | Ruinerweide     | De Wiekbrugge            |
| De Stapel     | Gijsselte               | Middelveen     | Schottershuizen |                          |

## Politiek

### Zetelverdeling gemeenteraad
De gemeenteraad van De Wolden bestaat uit 19 zetels. Hieronder staat de samenstelling van de gemeenteraad sinds 1998:
| Gemeenteraadszetels                       | Gemeenteraadszetels | Gemeenteraadszetels | Gemeenteraadszetels | Gemeenteraadszetels | Gemeenteraadszetels | Gemeenteraadszetels | Gemeenteraadszetels |
| Partij                                    | 1997*               | 2002                | 2006                | 2010                | 2014                | 2018                | 2022                |
| ----------------------------------------- | ------------------- | ------------------- | ------------------- | ------------------- | ------------------- | ------------------- | ------------------- |
| Gemeentebelangen                          | 4                   | 6                   | 5                   | 6                   | 8                   | 8                   | 9                   |
| CDA                                       | 4                   | 4                   | 4                   | 4                   | 3                   | 3                   | 3                   |
| VVD                                       | 5                   | 4                   | 4                   | 4                   | 3                   | 4                   | 2                   |
| GroenLinks                                | -                   | 1                   | 1                   | 1                   | 1                   | 1                   | 2                   |
| PvdA                                      | 4                   | 3                   | 4                   | 2                   | 2                   | 1                   | 1                   |
| D66                                       | -                   | -                   | -                   | 1                   | 1                   | 1                   | 1                   |
| ChristenUnie                              | 1                   | 1                   | 1                   | 1                   | 1                   | 1                   | 1                   |
| Algemeen Belang De Wolden/Ouderenpartijen | 1                   | -                   | -                   | -                   | -                   | -                   | -                   |
| Totaal                                    | 19                  | 19                  | 19                  | 19                  | 19                  | 19                  | 19                  |

- Per 1 januari 1998: Samenvoeging van Ruinen, Ruinerwold, De Wijk en Zuidwolde

### College van B&W
De coalitie voor de periode 2022-2026 bestaat uit Gemeentebelangen, PvdA en D66. Zie hieronder het college van burgemeester en wethouders voor de periode 2022-2026:
| Naam                 | Functie            | Partij           | Portefeuille |
| -------------------- | ------------------ | ---------------- | --- |
| Inge Nieuwenhuizen   | Burgemeester       | VVD              | - Veiligheid en jongeren - Openbare orde - Handhaving - Overheidsparticipatie - Bestuur |
| Gerrie Hempen        | Wethouder          | Gemeentebelangen | - Ruimtelijke ontwikkeling en Wonen - Duurzaamheid - Ondernemen - Recreatie en Toerisme - Groen en Cultuurhistorie - 1e loco-burgemeester - Aandachtswethouder van de dorpen Alteveer/Kerkenveld, Fort, Linde en Ruinen                         |
| Rudi Hooch Antink    | Wethouder          | Gemeentebelangen | - Financiën - Sport - Afval - Grondzaken - Dorpshuizen - Maatschappelijke participatie: financiële zelfredzaamheid - 2e loco-burgemeester - Aandachtswethouder van de dorpen de Wijk, Echten, Veeningen en Zuidwolde                            |
| Mark Turksma         | Wethouder          | PvdA             | - Werk - Maatschappelijke participatie: sociale zelfredzaamheid - Onderwijs - Verkeer en vervoer - Riolering - Klimaatadaptatie - 3e loco-burgemeester - Aandachtswethouder van de dorpen Drogteropslagen, Koekange, Koekangerveld en Oosteinde |
| Albert Haar          | Wethouder          | D66              | - Dienstverlening - Kwaliteit van Bestuur - Begraven - Cultuur - Onderwijshuisvesting - 4e loco-burgemeester - Aandachtswethouder van de dorpen Ansen en Ruinerwold                                                                             |
| Roelof Pieter Koning | Gemeentesecretaris | n.v.t.           | - Adviseur college van burgemeester en wethouders - Leidinggevende ambtelijke organisatie |

## Monumenten en kunstwerken
In de gemeente zijn er een aantal rijksmonumenten, oorlogsmonumenten en kunstwerken, zie:
- Lijst van rijksmonumenten in De Wolden
- Lijst van oorlogsmonumenten in De Wolden
- Lijst van beelden in De Wolden

## Aangrenzende gemeenten
| Aangrenzende gemeenten | Aangrenzende gemeenten | Aangrenzende gemeenten | Aangrenzende gemeenten | Aangrenzende gemeenten |
| ---------------------- | ---------------------- | ---------------------- | ---------------------- | ---------------------- |
|                        |                        | Westerveld             |                        |                        |
|                        |                        |                        |                        |                        |
| Meppel                 | Hoogeveen              |                        |                        |                        |
|                        |                        |                        |                        |                        |
| Staphorst (O)          |                        | Hardenberg (O)         |                        |                        |